# Équipe d'Ouganda des moins de 20 ans de football
Maillots
L'équipe d'Ouganda de football des moins de 20 ans est constituée par une sélection des meilleurs joueurs ougandais de football des moins de 20 ans sous l'égide de la Fédération d'Ouganda de football.

## Histoire
Avec 5 titres régionaux est quatre finales l’équipe de l’ougandais est la plus titrée de la zones Cecafa
Pour sa première qualification en phase finale de la CAN U20, l’équipe d’Ouganda s’est hissée jusqu’à la finale, une belle performance, avec en tête un meilleur buteur dans l’équipe à la coupe d’Afrique U20 en 2021.
Les Hippos n’ont jamais participé à une coupe du monde U20 malgré leur qualification a la coupe du monde 2021 annulé a cause du Covid-19.
Adepte aux bons parcours dans leurs premières fois en compétition il atteint la finale des jeux africains 2023

## Palmarès
- Coupe d'Afrique des nations des moins de 20 ans
  - Finaliste : 2021

- Coupe CECAFA U20
  - Vainqueur : 1973, 2006 2010, 2020 et 2022[4] 
  - Finaliste : 1981, 1996, 1999, 2003, 
  - Troisième : 2024

- Football aux Jeux africains
  - Finaliste : 2023

## Parcours en Coupe du monde des moins de 20 ans
- 1985 : Non qualifié
- 1987 : Non qualifié
- 1989 : Non qualifié
- 1991 : Non qualifié
- 1993 : Non qualifié
- 1995 : Non qualifié
- 1997 : Non qualifié
- 1999 : Non qualifié
- 2001 : Non qualifié
- 2003 : Non qualifié
- 2005 : Non qualifié
- 2007 : Non qualifié
- 2009 : Non qualifié
- 2011 : Non qualifié
- 2013 : Non qualifié
- 2015 : Non qualifié
- 2017 : Non qualifié
- 2019 : Non qualifié
- 2021 : Qualifié Annulée a cause du Covid
- 2023 : Non qualifié

## Parcours en Coupe d'Afrique des nations des moins de 20 ans
- 1979 : 1er tour
- 1981 : 1er tour
- 1983 : Non qualifié
- 1985 : tour préliminaire
- 1987 : tour préliminaire
- 1989 : Non qualifié
- 1991 : 1er tour
- 1993 : 1er tour
- 1995 : Non qualifié
- 1997 : Non qualifié
- 1999 : 1er tour
- 2001 : 1er tour
- 2003 : 1er tour
- 2005 : Non qualifié
- 2007 : Non qualifié
- 2009 : tour préliminaire
- 2011 : 1er tour
- 2013 : 1er tour
- 2015 : Non qualifié
- 2017 : 1er tour
- 2019 : 2e tour
- 2021 :  Finaliste
- 2023 : Quart de finale
- 2025 : 3e zone cecafa